# Le Fousseret
Le Fousseret (okzitanisch Le Hosseret) ist eine französische Gemeinde mit 1875 Einwohnern (Stand 1. Januar 2022) im Département Haute-Garonne und der Region Okzitanien. Sie gehört zum  Kanton Cazères. Die Bewohner werden Fousseretois genannt.

## Geographie
Le Fousseret liegt nördlich des Bewässerungskanals Canal de Saint-Martory und dem Fluss Louge, 60 km südwestlich von Toulouse. Sie ist Teil des Pays du Sud Toulousain, einer Region zwischen Muret und Saint-Gaudens. Die umliegenden Gemeinden heißen Montoussin, Marignac-Lasclares und Lavelanet-de-Comminges. Le Fousseret liegt 29 km südwestlich von Muret und ist der größte Ort im Umkreis von Toulouse. Sie grenzt direkt an den Parc naturel régional des Pyrénées ariégeoises Regionalen Naturpark Pyrénées Ariégeoises.

## Geschichte

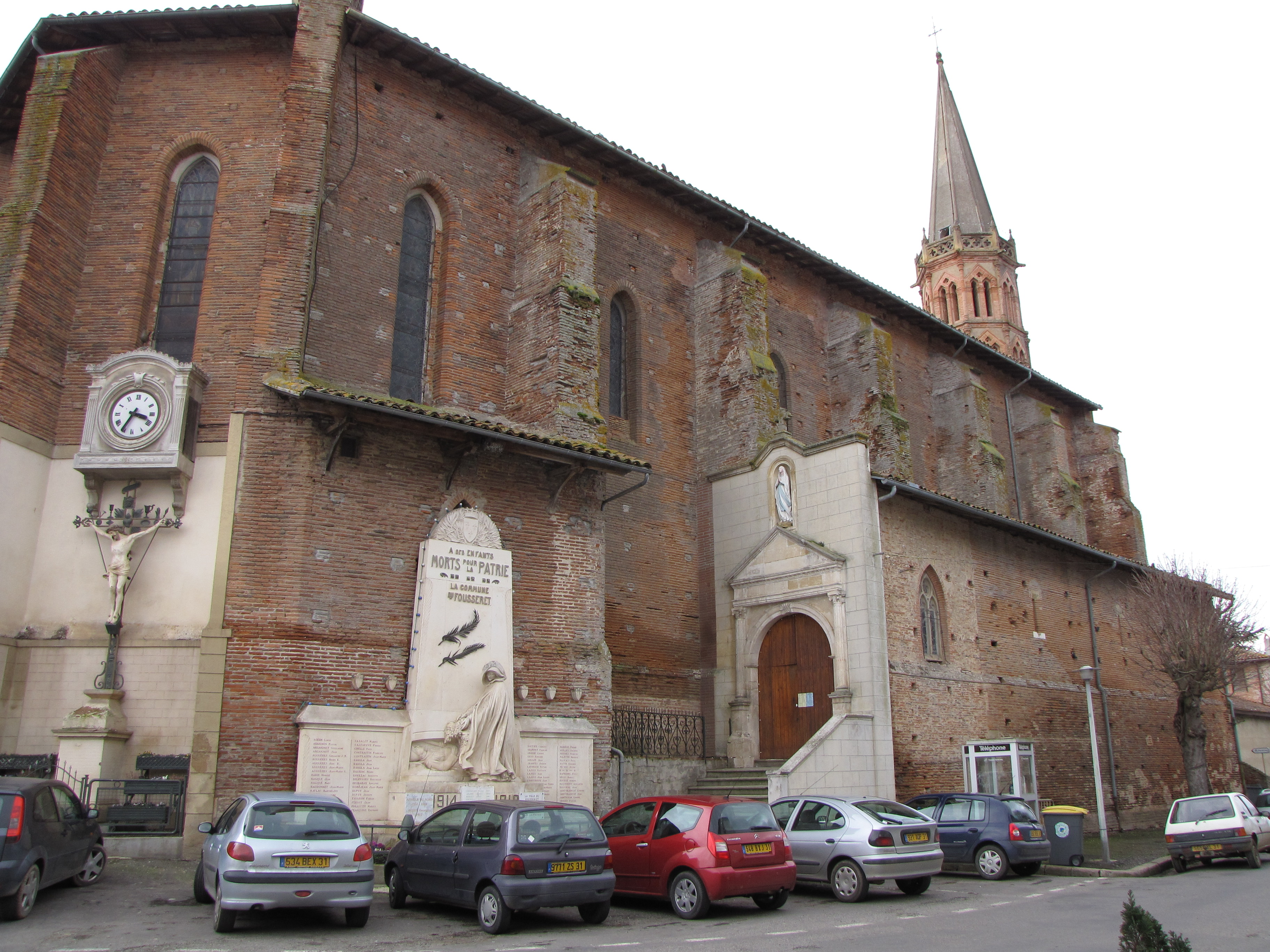
Kirche Saint-Pierre-ès-Liens

Die Gemeinde ist eine alte Bastide, eine im Mittelalter gegründete und weitgehend in einem Zug erbaute Stadt Südfrankreichs. Die Errichtung einer Bastide erfolgte nach wirtschaftlichen, politischen oder militärischen Überlegungen.
Le Fousseret verdankt seinen Namen den Schluchten oder tiefen Gräben (fossés) im Westen des Ortes. Da diese Gräben geradlinig verlaufen (lateinisch fossae rectae), wurde die Gegend Fosoreto genannt. 
Der Johanniterorden gründete nach seinem Rückzug aus dem Heiligen Land zwischen Saint-Lys und Aurignac einige Gemeinden in dem meist von Wilderern und Räubern besiedelten Gebiet. Mit der schrittweisen Kultivierung des Waldes von Bouconne (forêt de Bouconne) wuchs auch Le Fousseret. Raymond VII. (1197–1249), Graf von Toulouse erbaute hier ein Kastell, das, zum Wehrschloss ausgebaut, 1420 von den Engländern erfolglos belagert wurde. 1531 wurden die Konzessionen von König Franz I. (1494–1547) bestätigt und Le Fousseret im 16. Jahrhundert zu einer Baronie erhoben. Zwischen der Bevölkerung und den Schlossherren gab es immer wieder Reibereien wegen der Gerichtsbarkeit. Im 18. Jahrhundert wurde das Schloss teilweise beschädigt und 1820 zur Gänze demoliert. Heute befindet sich dort die Promenade du Picon.
Der Bischof und Taubstummenlehrer Roch-Ambroise Cucurron Sicard (1742–1822), seit 1789 Leiter der Institution Nationale des Sourds-Muets de Paris in Bordeaux – weltweit die erste Schule dieser Art – wurde in Le Fousseret geboren. Ihm zu Ehren wurde auf der Promenade du Picon ein Denkmal aufgestellt.
Die Kirche Saint-Pierre-ès-Liens du Fousseret zählt seit 2002 zu den Monuments historiques.

## Bevölkerungsentwicklung
| Jahr                      | 1962 | 1968 | 1975 | 1982 | 1990 | 1999 | 2008 | 2018 |
| Einwohner                 | 1410 | 1460 | 1412 | 1375 | 1370 | 1434 | 1611 | 1896 |
| Quelle: Cassini und INSEE |      |      |      |      |      |      |      |      |

## Wappen
Das Wappen von Le Fousseret zeigt im oberen blau hinterlegten Abschnitt die trois fleurs de lys (drei Lilien, die Insignien der französischen Könige) in Gold. Im unteren Bereich ist es das croix du Languedoc (Kreuz des Languedoc), das innen hohl ist, ebenfalls in Gold auf einem roten Hintergrund. An den vier Enden des Kreuzes befinden sich je drei stilisierte Münzen.

## Sehenswürdigkeiten
Siehe: Liste der Monuments historiques in Le Fousseret